# Arcen
Arcen est un village situé dans la commune néerlandaise de Venlo, dans la province du Limbourg. Le 1er janvier 2007, le village comptait 2 230 habitants.

## Climat
| Mois                                  | jan.       | fév.       | mars      | avril     | mai       | juin      | jui.      | août      | sep.      | oct.      | nov.      | déc.       | année      |
| ------------------------------------- | ---------- | ---------- | --------- | --------- | --------- | --------- | --------- | --------- | --------- | --------- | --------- | ---------- | ---------- |
| Température minimale moyenne (°C)     | 0,7        | 0,7        | 2,4       | 4,7       | 8,4       | 11,1      | 13,4      | 12,9      | 10,1      | 7,2       | 3,9       | 1,5        | 6,4        |
| Température moyenne (°C)              | 3,3        | 4          | 6,8       | 10,3      | 14,1      | 17        | 19,1      | 18,6      | 15,3      | 11,2      | 6,9       | 4          | 10,9       |
| Température maximale moyenne (°C)     | 5,7        | 7,1        | 11        | 15,8      | 19,6      | 22,5      | 24,6      | 24,1      | 20,2      | 15        | 9,7       | 6,2        | 15,1       |
| Record de froid (°C) date du record   | −19,9 1997 | −15,2 2012 | −10 2013  | −6,4 1996 | −1,1 1994 | 0,6 1990  | 3,9 1980  | 2,7 1993  | 0,2 2018  | −6 1997   | −8,8 1998 | −14,3 1996 | −19,9 1997 |
| Record de chaleur (°C) date du record | 15,9 1999  | 20,5 2019  | 26,1 2021 | 28,9 2018 | 33,2 2017 | 36,1 2019 | 40,2 2019 | 37,8 2003 | 33,6 2020 | 27,3 2018 | 20,4 2020 | 15,8 2015  | 40,2 2019  |
| Ensoleillement (h)                    | 67,9       | 86,1       | 131,8     | 167,8     | 201,8     | 197,1     | 196,6     | 185,1     | 146,2     | 123,5     | 69        | 55,4       | 1 628,3    |
| Précipitations (mm)                   | 53,4       | 56,7       | 45,1      | 36,8      | 53        | 60,8      | 70        | 72,9      | 48,2      | 58,8      | 58,3      | 65,7       | 679,7      |
| Nombre de jours avec précipitations   | 10,8       | 9,8        | 9,1       | 8,3       | 9         | 8,6       | 10        | 9,4       | 8,4       | 9,7       | 10,8      | 12,2       | 116,1      |

| Diagramme climatique                                  |            |           |             |           |              |            |              |              |           |            |            |
| J                                                     | F          | M         | A           | M         | J            | J          | A            | S            | O         | N          | D          |
| 5,70,753,4                                            | 7,10,756,7 | 112,445,1 | 15,84,736,8 | 19,68,453 | 22,511,160,8 | 24,613,470 | 24,112,972,9 | 20,210,148,2 | 157,258,8 | 9,73,958,3 | 6,21,565,7 |
| Moyennes : • Temp. maxi et mini °C • Précipitation mm |            |           |             |           |              |            |              |              |           |            |            |

## Industrie
À Arcen se trouve la brasserie Hertog Jan Brouwerij, où est brassée la bière Hertog Jan.

## Personnalités
- Le footballeur néerlandais Stan Valckx est né à Arcen.